# A.C. Milan w sezonie 1985/1986

Klubowe barwy Milanu

Osiągnięcia i skład piłkarskiego zespołu A.C. Milan w sezonie 1985/86.

## Osiągnięcia
- Serie A: 7. miejsce
- Puchar Włoch: odpadnięcie w 1/8 finału
- Puchar UEFA: odpadnięcie w 1/8 finału

## Podstawowe dane
- Oficjalna nazwa klubu: Associazione Calcio Milan
- Siedziba klubu: Via F. Turati 3
- Boisko: San Siro
- Prezes klubu:  Giuseppe Farina (do 12 stycznia 1986);  Rosario Lo Verde (od 13 stycznia do 26 marca 1986);  Silvio Berlusconi (od 27 marca 1986)
- Trener zespołu:  Nils Liedholm
- Kapitan drużyny:  Franco Baresi

## Skład zespołu
Bramkarze:
| Włochy | Fabrizio Ferron   |
| Włochy | Giulio Nuciari    |
| Włochy | Giuliano Terraneo |
| Włochy | Antonio Vettore   |

Obrońcy:
| Włochy | Franco Baresi         |
| Włochy | Alessandro Costacurta |
| Włochy | Filippo Galli         |
| Włochy | Roberto Lorenzini     |
| Włochy | Paolo Maldini         |
| Włochy | Carmelo Mancuso       |
| Włochy | Luigi Russo           |
| Włochy | Mauro Tassotti        |

Pomocnicy:
| Włochy     | Agostino Di Bartolomei |
| Włochy     | Mario Bortolazzi       |
| Włochy     | Gabriello Carotti      |
| Włochy     | Alberigo Evani         |
| Włochy     | Marco Franceschetti    |
| Włochy     | Andrea Icardi          |
| San Marino | Marco Macina           |
| Włochy     | Andrea Manzo           |
| Anglia     | Ray Wilkins            |

Napastnicy:
| Anglia | Mark Hateley        |
| Włochy | Paolo Rossi         |
| Włochy | Pietro Paolo Virdis |